# Shun Morishita
Shun Morishita (jap. 森下 俊 Morishita Shun; ur. 11 maja 1986 w Ise, prefekturze Mie) – japoński piłkarz występujący na pozycji obrońcy, zawodnik Júbilo Iwata.

## Życiorys

### Kariera klubowa
Od 2005 roku występował w japońskich klubach: Júbilo Iwata, Kyoto Sanga F.C., Kawasaki Frontale i Yokohama FC.
1 lutego 2016 podpisał kontrakt z japońskim klubem Júbilo Iwata, umowa do 31 stycznia 2020.

## Sukcesy

### Klubowe
Kyoto Sanga F.C.
- Zdobywca drugiego miejsca Pucharu Japonii: 2011

Júbilo Iwata
- Zdobywca drugiego miejsca J2 League: 2015